# 지에이타이마에역
지에이타이마에역(일본어: 自衛隊前駅)은 일본 홋카이도 삿포로시 미나미구에 있는 삿포로 시 교통국의 역이다.

## 구조
지상 2층 규모의 고가역으로, 1층에 개찰구, 2층에 승강장이 있다. 난보쿠 선 남단 부분의 고가 구간에서 유일한 상대식 승강장으로, 각 승강장과 개찰구 사이에는 엘리베이터가 설치되어 있다.
역은 남북으로 길게 뻗어 있고 동쪽 출입구와 서쪽 출입구가 있다. 쇼진 강과 비스듬히 교차하는 위치에 있는 승강장 남쪽의 절반이 강 위에 설치되었다. 승강장으로 올라가는 계단을 하나 더 올라가면 난보쿠 선 승무구가 있다.
쇼진 강을 끼고 남쪽의 고가 밑에는 삿포로 시 교통 자료관이 개설되어 있으며, 구형 버스 또는 전철이나 과거의 교복과 표 등, 시영 교통의 역사를 증명하는 자료가 전시되어 있다.
역 남쪽에는 미나미 차량기지와 이어진 입출고선과 남쪽 방면 선로에서 북쪽 방면 선로로 가는 건넘선이 있다.

### 승강장
2면 2선의 상대식 승강장이다.
| 1 | 난보쿠 선 | 마코마나이 방면           |
| 2 | 난보쿠 선 | 오도리·삿포로·아사부 방면 |

## 역사
- 1971년 12월 16일: 기타24조 ~ 마코마나이 역간 개통에 따라 영업 개시.
- 2013년 2월 19일: 스크린도어 사용 개시.
- 2015년 6월: 대규모 내진 개수 공사 시작.
- 2016년 12월: 대규모 내진 개수 공사 완료.

## 이용 현황
삿포로 시 교통국의 조사에 따르면 2015년도 1일 평균 승차 인원은 3,434명으로 난보쿠 선 역 중에서는 가장 적다.
최근 1일 평균 승차 인원의 추이는 다음과 같다.
| 연도 | 1일 평균 승차 인원 |
| ---- | ------------------ |
| 2008 | 3,801              |
| 2009 | 3,664              |
| 2010 | 3,528              |
| 2011 | 3,561              |
| 2012 | 3,610              |
| 2013 | 3,659              |
| 2014 | 3,557              |
| 2015 | 3,434              |

## 역 주변
서쪽 출입구와 마주한 상태로 히라기시 대로가 뻗어 있다. 대로 건너편에는 제11여단 사령부 등이 포함된 마코마나이 주둔지가 있다. 동 주둔지는 2005년까지 매년 2월에 열리는 삿포로 눈 축제 때 마코마나이 회장으로서 개방되었고, 내부에 설상 등이 설치되었다. 역의 동쪽에 작은 상가가 있고 동쪽과 북서쪽에는 주택지가 펼쳐진다.
- 삿포로 스미카와 우체국
- 육상자위대 마코마나이 주둔지
- 마코마나이 양호 학교
- 삿포로 시 교통 자료관

## 사진

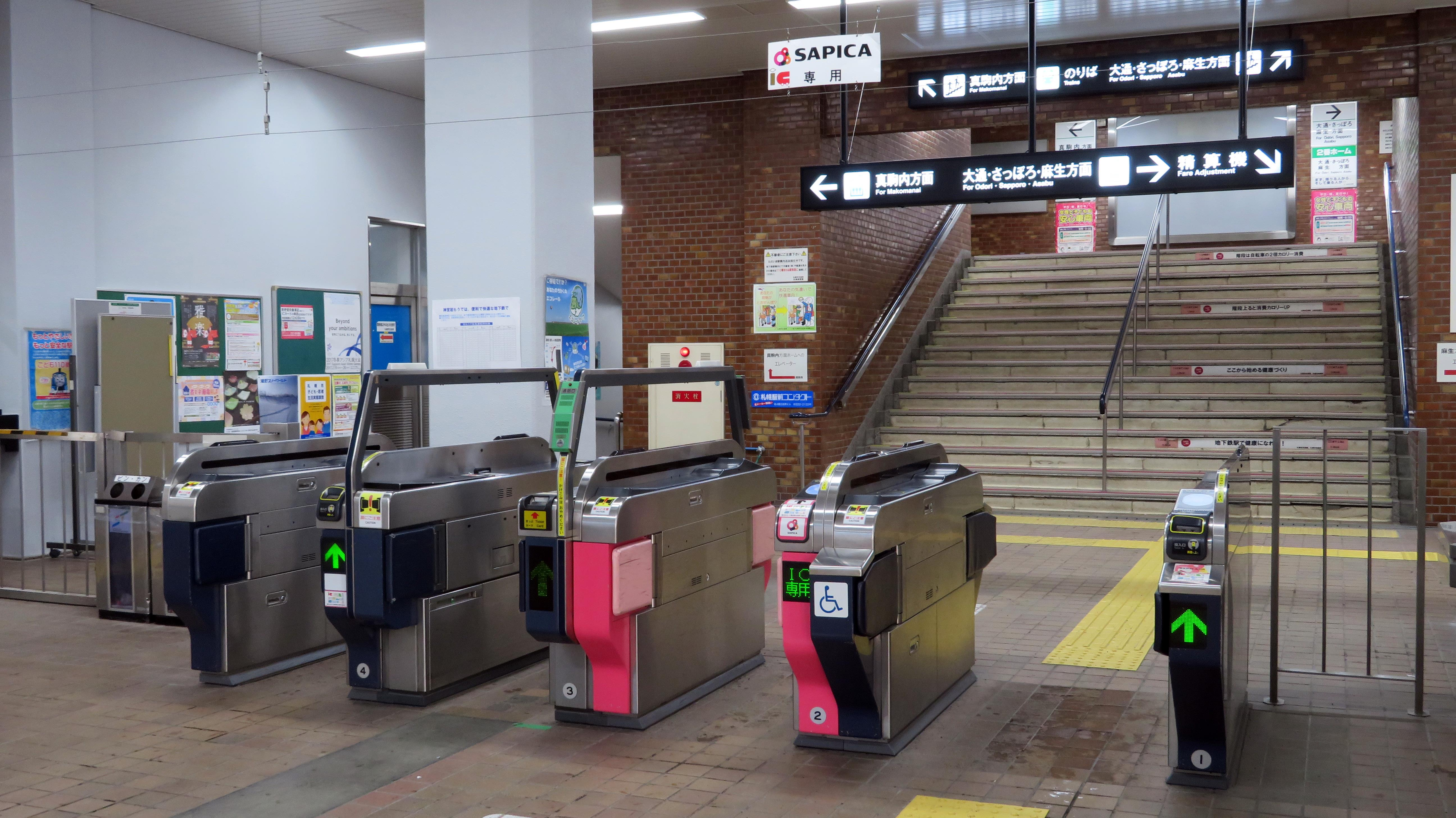
개찰구
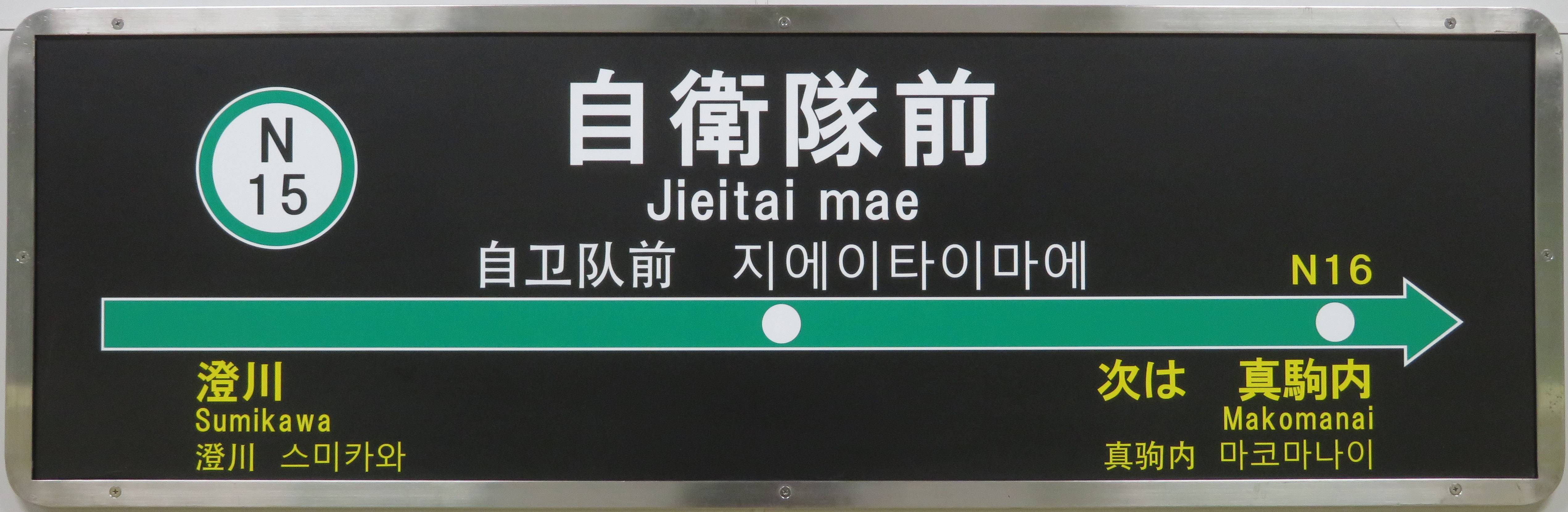
역명판

## 인접역
| 삿포로 시 교통국 지하철 난보쿠 선 | 삿포로 시 교통국 지하철 난보쿠 선 | 삿포로 시 교통국 지하철 난보쿠 선 |
| --------------------------------- | --------------------------------- | --------------------------------- |
| N14 스미카와 아사부 방면          | ● 난보쿠 선                       | N16 마코마나이 방면               |